# خانواده‌های گودرز و پیران در شاهنامه (علم برداران ایران و توران)
خانواده‌های گودرز و پیران در شاهنامه (علم برداران ایران و توران) کتابی نوشتهٔ محمدیونس طغیان ساکایی است که به بررسی دو خاندان گودرز و پیران در شاهنامه فردوسی می‌پردازد. این کتاب که به فارسی افغانستان نوشته شده است، شماری واژهٔ فارسی دارد که در فارسی ایران کمترشناخته شده هستند. نثر آن استوار و آسان‌فهم توصیف‌شده. نسخه‌ای از شاهنامه که نویسنده از آن بهره گرفته، چاپی معتبر از شاهنامهٔ فردوسی نیست و شامل بیت‌های افزودهٔ زیادی است. از جمله موارد اهمیت این کتاب، آشناسازی تلاش‌های شاهنامه‌پژوهی در خارج از مرزهای ایران توصیف شده است.